# Walter Ebrecht
Walter Ebrecht (* 27. März 1910 in Ludwigshafen am Rhein; † 24. Mai 1978 in Österreich) war ein evangelischer Theologe und von 1969 bis 1975 Kirchenpräsident der Evangelischen Kirche der Pfalz.

## Leben
Walter Ebrecht wurde als Sohn eines Beamten geboren. Nach Besuch der Volksschule besuchte er die Oberrealschule in seiner Heimatstadt, wo er 1929 das Abitur ablegte. Anschließend studierte er Theologie an der Universität Heidelberg. Ab 1934 war Ebrecht Pfarrverweser in Iggelheim, anschließend Vikar in Ludwigshafen. Hier leitete er den Evangelischen Verband für Kinderhilfe und Fürsorge. 1937 ging er als Pfarrer nach Hessheim und ab 1939 übernahm er die Leitung des Evangelischen Pflegeheims in Rockenhausen.
Im Zweiten Weltkrieg musste Ebrecht seinen Wehrdienst ableisten. Nach dem Krieg übernahm er Pfarrstellen in Dielkirchen und Waldfischbach, bevor er 1949 er zum Dekan des Kirchenbezirks Germersheim gewählt wurde. Er betreute zudem das Studentenpfarramt der Evangelischen Studentengemeinde des Auslands- und Dolmetscherinstitut (ADI) der Universität Mainz, das damals in Germersheim seinen Sitz hatte.
1954 wurde Ebrecht zum Oberkirchenrat in das Landeskirchenamt der Evangelischen Kirche der Pfalz nach Speyer berufen, wo er 1961 für das Evangelische Hilfswerk tätig war. 1964 wurde er Stellvertreter von Kirchenpräsident Theodor Schaller. Als dieser 1969 in den Ruhestand ging, kandidierte Ebrecht als dessen Nachfolger. Sein Gegenkandidat war der spätere Kirchenpräsident Heinrich Kron. Doch konnte sich Ebrecht erst im 12. Wahlgang durchsetzen, nachdem Kron auf eine weitere Kandidatur verzichtet hatte.
Nach Erreichen der Altersgrenze 1975 trat Ebrecht in den Ruhestand. Die Landessynode wählte dann Heinrich Kron zu seinem Nachfolger. Ebrecht verstarb während eines Urlaubs in Österreich.

## Ehrungen
Ebrecht erhielt 1973 das Große Bundesverdienstkreuz.
| Personendaten    | Personendaten          |
| ---------------- | ---------------------- |
| NAME             | Ebrecht, Walter        |
| KURZBESCHREIBUNG | evangelischer Theologe |
| GEBURTSDATUM     | 27. März 1910          |
| GEBURTSORT       | Ludwigshafen am Rhein  |
| STERBEDATUM      | 24. Mai 1978           |
| STERBEORT        | Österreich             |